# Никита, Анастасия
Анастасия Никита (рум. Anastasia Nichita; род. 19 февраля 1999, Тэтэрешть, Страшенский район) — молдавская спортсменка, борец вольного стиля, серебряный призёр летних Олимпийских игр 2024 года, чемпионка мира 2022 года, трёхкратная чемпионка Европы, призёр чемпионатов Европы, участница Олимпийских игр 2020 года в Токио. Мастер спорта Молдавии международного класса (2018).

## Биография
Родилась в 1999 году. В 2015 году стала чемпионкой Европы среди кадетов. В 2016 году стала чемпионкой Европы среди юниоров, и заняла 2-е место на первенстве мира среди кадетов. В 2017 году заняла вторые места на первенствах мира и Европы среди юниоров, а также на чемпионате Европы среди борцов возрастом до 23 лет. В 2018 году стала чемпионкой мира и Европы среди юниоров, и вновь заняла 2-е место на чемпионате Европы среди борцов возрастом до 23 лет. В 2019 году стала чемпионкой Европы среди борцов возрастом до 23 лет.
Выступая во взрослой категории, в 2019 году завоевала бронзовую медаль чемпионата Европы.
На Европейских играх 2019 года в Минске в категории до 57 кг завоевала бронзовую медаль.
В феврале 2020 года на чемпионате континента в итальянской столице, в весовой категории до 59 кг Анастасия в схватке за чемпионский титул победила спортсменку из Болгарии Биляну Дудову и завоевала золотую медаль европейского первенства.
На чемпионате Европы 2021 года, который проходил в апреле в Варшаве, в весовой категории до 59 кг, молдавская спортсменка завоевала бронзовую медаль.

## Спортивные результаты
| Год  | Соревнование                                    | Город                         | Весовая категория | Место |
| ---- | ----------------------------------------------- | ----------------------------- | ----------------- | ----- |
| 2022 | Чемпионат мира                                  | Белград, Сербия               | 59 кг             | 1     |
| 2022 | Чемпионат Европы                                | Будапешт, Венгрия             | 59 кг             | 1     |
| 2021 | Чемпионат мира U23                              | Белград, Сербия               | 59 кг             | 8     |
| 2021 | Олимпийские игры                                | Токио, Япония                 | 57 кг             | 7     |
| 2021 | Чемпионат Европы U23                            | Скопье, Северная Македония    | 59 кг             | 1     |
| 2021 | Чемпионат Европы                                | Варшава, Польша               | 59 кг             | 3     |
| 2020 | Чемпионат Европы                                | Рим, Италия                   | 59 кг             | 1     |
| 2019 | Чемпионат мира                                  | Нур-Султан, Казахстан         | 57 кг             | 5     |
| 2019 | Чемпионат мира среди юниоров                    | Таллин, Эстония               | 59 кг             | 2     |
| 2019 | Европейские игры                                | Минск, Белоруссия             | 57 кг             | 3     |
| 2019 | Чемпионат Европы                                | Бухарест, Румыния             | 57 кг             | 3     |
| 2019 | Молодёжный чемпионат Европы                     | Нови-Сад, Сербия              | 59 кг             | 1     |
| 2019 | Pro Wrestling League, команда «Харьяна Хаммерс» | Индия                         | 57 кг             | 1     |
| 2018 | Чемпионат мира среди юниоров                    | Трнава, Словакия              | 59 кг             | 1     |
| 2018 | Чемпионат Европы среди юниоров                  | Рим, Италия                   | 59 кг             | 1     |
| 2018 | Молодёжный чемпионат Европы                     | Стамбул, Турция               | 59 кг             | 2     |
| 2017 | Чемпионат мира среди юниоров                    | Тампере, Финляндия            | 59 кг             | 2     |
| 2017 | Чемпионат Европы среди юниоров                  | Дортмунд, Германия            | 59 кг             | 2     |
| 2017 | Молодёжный чемпионат Европы                     | Сомбатхей, Венгрия            | 60 кг             | 2     |
| 2016 | Чемпионат мира среди кадетов                    | Тбилиси, Грузия               | 56 кг             | 2     |
| 2016 | Чемпионат мира среди юниоров                    | Макон, Франция                | 55 кг             | 7     |
| 2016 | Чемпионат Европы среди юниоров                  | Бухарест, Румыния             | 55 кг             | 1     |
| 2015 | Чемпионат мира среди кадетов                    | Сараево, Босния и Герцеговина | 56 кг             | 14    |
| 2015 | Чемпионат Европы среди кадетов                  | Суботица, Сербия              | 56 кг             | 1     |
| 2014 | Чемпионат Европы среди кадетов                  | Самоков, Болгария             | 56 кг             | 9     |